# Leucostoma brasilianum
Leucostoma brasilianum là một loài ruồi trong họ Tachinidae.